# Nitscha
Nitscha település Ausztriában, Stájerország tartományban, a Weizi járásban. 2015 óta Gleisdorf része. Tengerszint feletti magassága 359 méter, területe 14,12 km². Lakosainak száma 1435 fő.